# Abraham Ecchellensis
Ibrahim al-Haqilani (18 de febrero de 1605 - 15 de julio de 1664; latinizado como Abraham Ecchellensis) fue un filósofo y lingüista maronita involucrado en la traducción de la Biblia al árabe. Tradujo varias obras árabes al latín, siendo el más importante Chronicon Orientale of Ibnar-Rahib.
Nació en Haqil, Siria, su apellido se deriva de su lugar de nacimiento. Ibrahim fue educado en un colegio Maronita en Roma. Después de tomar un doctorado en teología y en filosofía, regresó por un tiempo a su tierra nativa.
Ibrahim fue ordenado como diácono y después enseñó árabe y sirio, primero en Pisa y después en Roma en el Colegio de la Propaganda. En 1628, publicó un libro de gramática siria. Fue llamado a París en 1640 para asistir a Gay-Michel Le Jay en la preparación de su Biblia políglota, Ibrahim contribuyó en esa obra con las versiones árabes y latinas del Libro de Rut y la versión árabe de Macabeos III.
En 1646, Ibrahim fue contratado como profesor de sirio y de árabe en el Collège de France. Siendo invitado por la Congregación de la Propaganda para tomar parte en la versión árabe de la biblia, Ibrahim fue de nuevo en 1652 o 1653 a Roma. Publicó varias traducciones en latín de obras árabes de las cuales la más importante es Chronicon Orientale of Ibnar-Rahib (1653), una historia sobre los patriarcas de Alejandría. 